# Cephalaria charadzeae
Cephalaria charadzeae là một loài thực vật có hoa trong họ Kim ngân. Loài này được Schchian mô tả khoa học đầu tiên năm 1965.